# Ibn an-Nafis

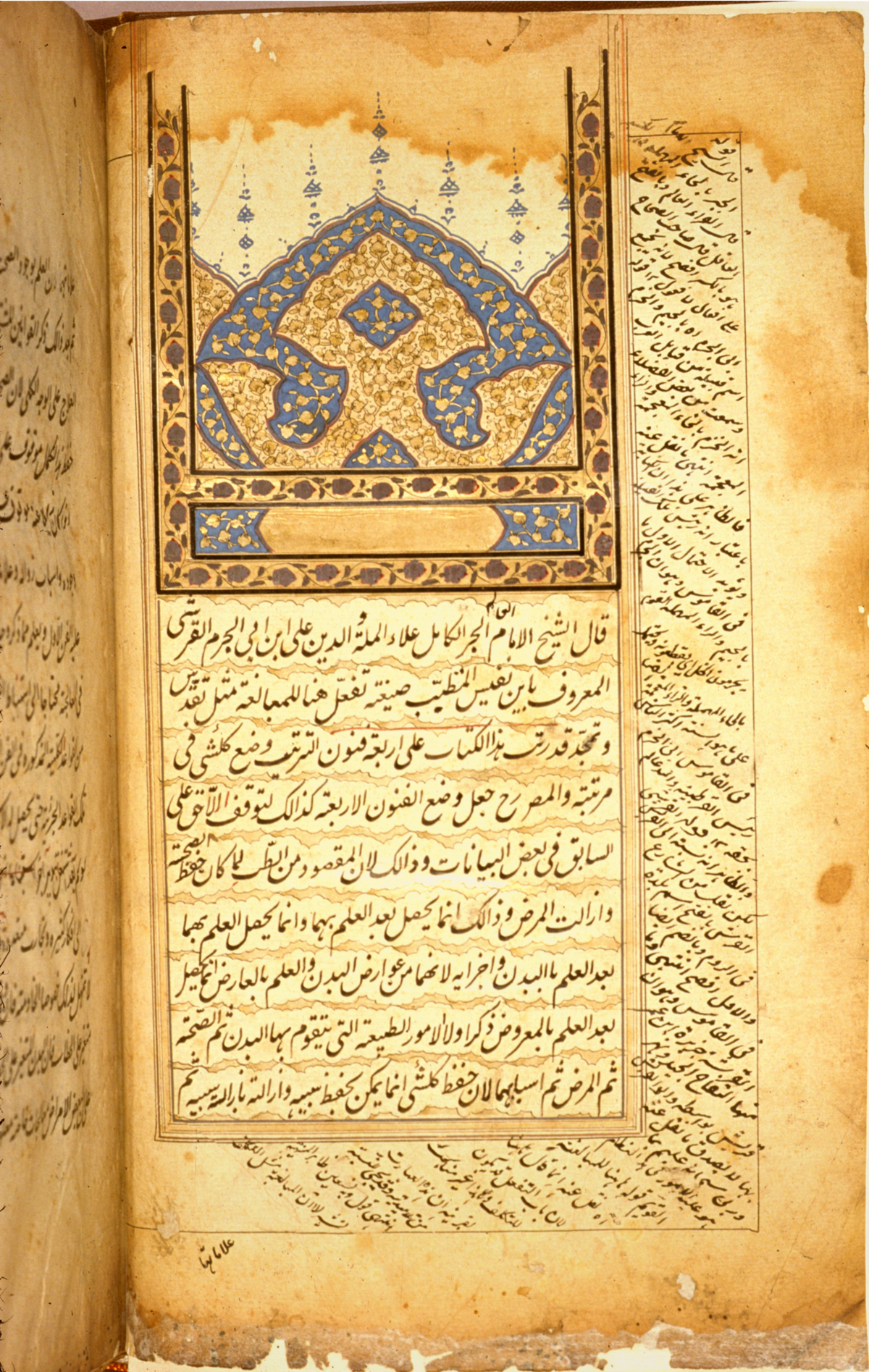
Första sidan i en av Ibn an-Nafis arbeten om medicin.

Ibn an-Nafis var en arabisk läkare. Han är mest känd för att vara den första som beskrev lungkretsloppet.
Han föddes i Damaskus år 1213. Han gick i Medical College Hospital (Bimaristan an-Noori) i Damaskus. Frånsett medicin lärde han sig juridik, litteratur och teologi. Han blev expert i Shafiskolans juridik och en expertläkare.
Han flyttade till Egypten år 1236. Han arbetade på sjukhuset an-Nasri och efter det på ett annat sjukhus, al-Mansouri. Där blev han ledare för läkarna och även sultanens personliga läkare. När han dog år 1288 donerade han sitt hus, sitt bibliotek och sin klinik till al-Mansouri.

## Skrifter
Den tjockaste av hans böcker är al-Shamil fi al-Tibb. Den var planerad att bli en encyklopedi innefattande 300 volymer, men den avslutades inte eftersom han dog. Manuskriptet finns idag tillgängligt i Damaskus.
Hans bok om oftalmologi är i stor utsträckning något som från början var en medverkan. Hans mest kända bok är Mujaz al-Qanun (Sammanfattningen av lagen). En annan känd bok, som också innefattar hans ursprungliga medverkan, handlade om effekterna som diet har på hälsan. Den heter Kitab al-Mukhtar fi al-Aghdhiya.
Han skrev också många kommentarer inom ämnena lag och medicin. En av hans kommentarer var till Hippokrates bok och åtskilliga volymer till Ibn Sinas bok Qanun fil tibb. Han skrev också kommentarer till Hunayn Ibn Ishaqs bok.

## Upptäckten av lungornas blodcirkulation
År 1924 upptäckte en egyptisk läkare, som heter Dr. Muhyo al-Deen Altawi, en skrift som har titeln Commentary on the Anatomy of Canon of Avicenna. Han hittade den i Preussiska stadsbiblioteket i Berlin. Då studerade han den arabiska medicinens historia på den medicinska fakulteten i Albert Ludwigs universitet i Tyskland. Den här skriften betraktas som en av de bästa vetenskapliga böckerna i vilken an-Nafis i detalj täcker ämnena anatomi, patologi och fysiologi. I den finns den tidigaste beskrivningen av lungkretsloppet.
Teorin som accepterades före an-Nafis ersattes av Galenos under 200-talet. Galenos hade teoretiserat att blodet som nådde högra sidan av hjärtat gick genom osynliga porer i väggen mellan vänstra och högra hjärtkammarna. Sedan gick det till vänstra sidan av hjärtat där det blandades med luft för att skapa energi och sedan spriddes det till kroppen. Enligt Galenos syn var det venösa systemet ganska åtskilt från det artäriska systemet, förutom när dessa två kom i kontakt genom osynliga porer.
Grundat på sin anatomiska kunskap förklarade an-Nafis att:
”…blodet från den högra hjärtkammaren måste komma till den vänstra hjärtkammaren, men det finns ingen direkt väg mellan dem. Hjärtats tjocka vägg mellan vänstra och högra hjärtkammarna genomträngs inte och har inte synliga porer som vissa människor trodde eller osynliga porer som Galenos trodde. Blodet från högra hjärtkammaren måste flyta genom vena arteriosa (lungpulsådern) till lungorna, spridas genom sina substanser, blandas med luft där, passera genom arteria venosa (lungvenen) för att nå vänstra hjärtkammaren och där forma den väsentliga energin…”
I en annan del av sin bok säger han:
”Hjärtat har bara två håligheter …och mellan dessa två finns absolut ingen öppning. Även dissekering visar att det de sagt är en lögn, eftersom väggen mellan dessa två håligheter är mycket tjockare än någon annanstans. Fördelen med detta blod (som finns i den högra håligheten) går upp till lungorna, blandas med luften som finns där, passerar sedan genom arteria venosa till den vänstra håligheten av de två håligheterna i hjärtat…”
När han beskrev lungornas anatomi förklarade han:
”Lungorna utgörs av delar, en av dem är bronken; den andra är förgreningarna av arteria venosa; och den tredje är förgreningarna av vena arteriosa, de är alla förbundna genom löst och poröst kött.” 
Han la sedan till:
”…behovet av lungorna för vena arteriosa är att de transporterar blodet som har blivit förtunnat och uppvärmt i hjärtat till den, så att det som sipprar ut genom porerna av förgreningarna av kärlet in till lungornas alveoli ska kunna blandas med den luft som finns där och förenas med den, det blandade resultatet blir lämpligt för att bli energi, när denna blandning sker i hjärtats vänstra hålighet. Blandningen tas till den vänstra håligheten av arteria venosa.”
Han förutsatte också att näringsämnen för hjärtat fås fram från kranskärlen:
”…igen är hans (Avicennas) påstående om att blodet som finns på den högra sidan ger näring till hjärtat inte alls sant, för att näringen till hjärtat kommer från blodet som går genom kärlen som genomtränger hjärtats huvuddel…”

### Webbkällor
Den här artikeln är helt eller delvis baserad på material från en annan språkversion av Wikipedia.